# IC 210
IC 210 је спирална галаксија у сазвјежђу Кит која се налази на листи објеката дубоког неба у Индекс каталогу.
Деклинација објекта је - 9° 40' 47" а ректасцензија 2h 9m 28,3s. Привидна величина (магнитуда) објекта IC 210 износи 13,1 а фотографска магнитуда 13,9. IC 210 је још познат и под ознакама MCG -2-6-32, KUG 0206-099B, IRAS 02070-0954, PGC 8232.